# Station Bytom Bobrek
Station Bytom Bobrek is een spoorwegstation in de Poolse plaats Bytom.